# Batjowo
Batjowo (ukrainisch Батьово; russisch Батёво, slowakisch Baťu, Baťovo, ungarisch Bátyú) ist eine Siedlung städtischen Typs in der westlichen Ukraine etwa 24 Kilometer südwestlich der Stadt Mukatschewo gelegen.

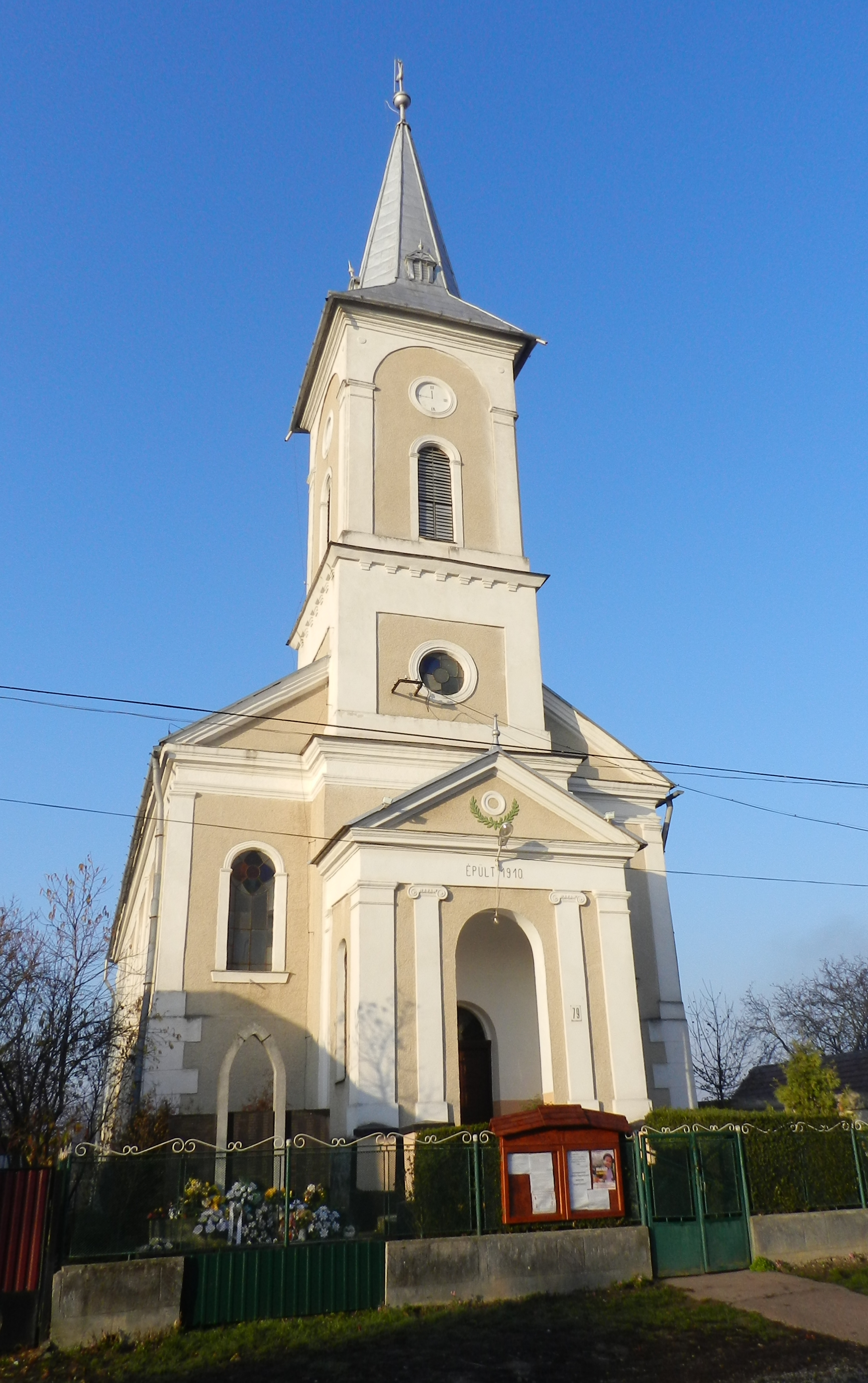
Kirche im Ort

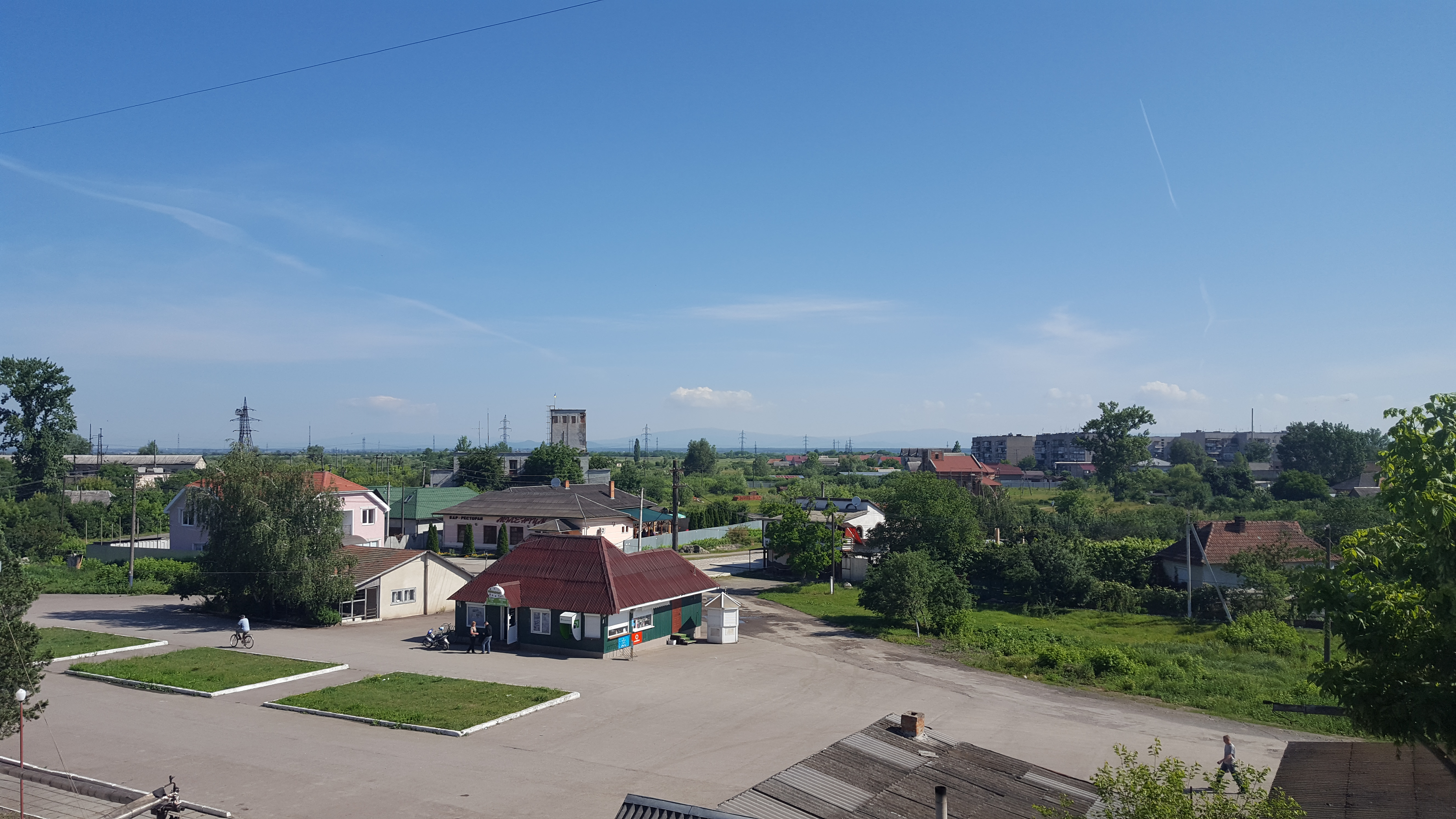
Blick auf den Hauptplatz im Ort

Der etwa 3000 Einwohner zählende Ort liegt im Transkarpatischen Tiefland nördlich des Flüsschens Serne (Серне). In Batjowo befindet sich an der Bahnstrecke ein Grenzkontrollpunkt der nahegelegenen Grenze zwischen der Ukraine und Ungarn.
Am 12. Juni 2020 wurde die Siedlung städtischen Typs zusammen mit 8 umliegenden Dörfern zum Zentrum der neu gegründeten Siedlungsgemeinde Batjowo (Батівська селищна громада/Batiwska selyschtschna hromada) im Rajon Berehowe. Bis dahin bildete sie die Siedlungratsgemeinde Batjowo (Батівська селищна рада/Batiwska selyschtschna rada).
Folgende Orte sind neben dem Hauptort Batjowo ein Teil der Gemeinde:
| Name                     | Name       | Name                  | Name                 | Name            | Name    |
| ukrainisch transkribiert | ukrainisch | russisch              | slowakisch           | ungarisch       | deutsch |
| ------------------------ | ---------- | --------------------- | -------------------- | --------------- | ------- |
| Badiw                    | Бадів      | Бадов (Badow)         | Badov                | Badótanya       | -       |
| Bakosch                  | Бакош      | Бакош                 | Bakoš                | (Kis-)Bakos     | -       |
| Barkassowo               | Баркасово  | Баркасово             | Barkasovo            | Barkaszó        | -       |
| Danyliwka                | Данилівка  | Даниловка (Danilowka) | -                    | -               | -       |
| Horonhlab                | Горонглаб  | Горноглаб (Goronglab) | Harangláb            | (Kis-)Harangláb | -       |
| Serne                    | Серне      | Серное (Sernoje)      | Serňe, Černé         | Szernye         | -       |
| Swoboda                  | Свобода    | Свобода               | Svoboda, Veľký Bakoš | Nagybakos       | -       |

## Geschichte
Der Ort wurde 1270 zum ersten Mal schriftlich als Bacy erwähnt und ist seit 1872 Knotenpunkt an den Bahnlinien Tschop–Lwiw und Batjowo–Korolewe.
1910 hatte der im Königreich Ungarn im Komitat Bereg liegende Ort 1.490 Einwohner, die hauptsächlich Ungarn waren. Nach dem Ende des Ersten Weltkrieges kam er dann zur neu entstandenen Tschechoslowakei (als Teil der Karpatenukraine) und wurde nach dem Ende des Zweiten Weltkrieges an die UdSSR abgetreten. 1971 erhielt der Ort dann den Status einer Siedlung städtischen Typs. Von 1946 bis zum 1. April 1995 trug der Ort den Namen Wuslowe (Вузлове) bzw. russisch Uslowoje (Узловое).